# Francisco Javier Pedrajas
Francisco Javier Pedrajas (ur. 1736, zm. 1817) – hiszpański architekt i rzeźbiarz, tworzył w stylu rokoko. Jego dziełem jest m.in. tabernakulum (El Sagrario) w kościele Santa Maria de la Asunción w rodzimym Priego de Córdoba (1784).